# Leopoldia
Leopoldia là một chi thực vật có hoa trong họ Asparagaceae.

## Danh sách loài
- Leopoldia abortiva Jord. ex Nyman
- Leopoldia albiflora Tackholm & Boulos
- Leopoldia amoenocoma (Rech.f.) Garbari
- Leopoldia anguliflora Lojac.
- Leopoldia belladonna
- Leopoldia bicolor (Boiss.) Eig & Feinbrun
- Leopoldia bormaniana Lojac.
- Leopoldia bouviana Heldr. ex Nyman
- Leopoldia calandriniana Parl.
- Leopoldia caucasica (Griseb. ex Baker) Losinsk.
- Leopoldia clusiana Heldr. ex Nyman
- Leopoldia comosa (L.) Parl.
- Leopoldia constricta Heldr.
- Leopoldia cupaniana Parl.
- Leopoldia curta Heldr.
- Leopoldia cycladica (P.H.Davis & D.C.Stuart) Garbari
  - Leopoldia cycladica subsp. subsessilis Bentzer
- Leopoldia deserticola (Rech.f.) Feinbrun
- Leopoldia dionysica (Rech.f) Greuter
- Leopoldia eburnea Eig & Feinbrun
- Leopoldia ghouschtchiensis Jafari & Maassoumi
- Leopoldia graeca Heldr.
- Leopoldia graminifolia Heldr. ex Nyman
- Leopoldia gussonei Parl.
- Leopoldia gussonii
- Leopoldia holzmanni Heldr.
- Leopoldia illustris
- Leopoldia longipes (Boiss.) Losinsk.
  - Leopoldia longipes subsp. negevensis Feinbrun & Danin
- Leopoldia longistyla Tackholm & Boulos
- Leopoldia maritima (Desf.) Parl.
- Leopoldia neumayerii Heldr.
- Leopoldia pharmacusana Heldr.
- Leopoldia pinardi Parl.
- Leopoldia principis
- Leopoldia pyramidalis Heldr.
- Leopoldia reticulata
- Leopoldia sartoriana Heldr.
- Leopoldia slah-eidii Tackholm & Boulos
- Leopoldia spreitzenhoferi Heldr. ex Ostetmeyer
- Leopoldia striatifolia
- Leopoldia tenuiflora (Tausch) Heldr.
- Leopoldia theraea Heldr.
- Leopoldia troiana Heldr.
- Leopoldia tubiflora (Steven) Juz.
- Leopoldia weissii Freyn

## Hình ảnh

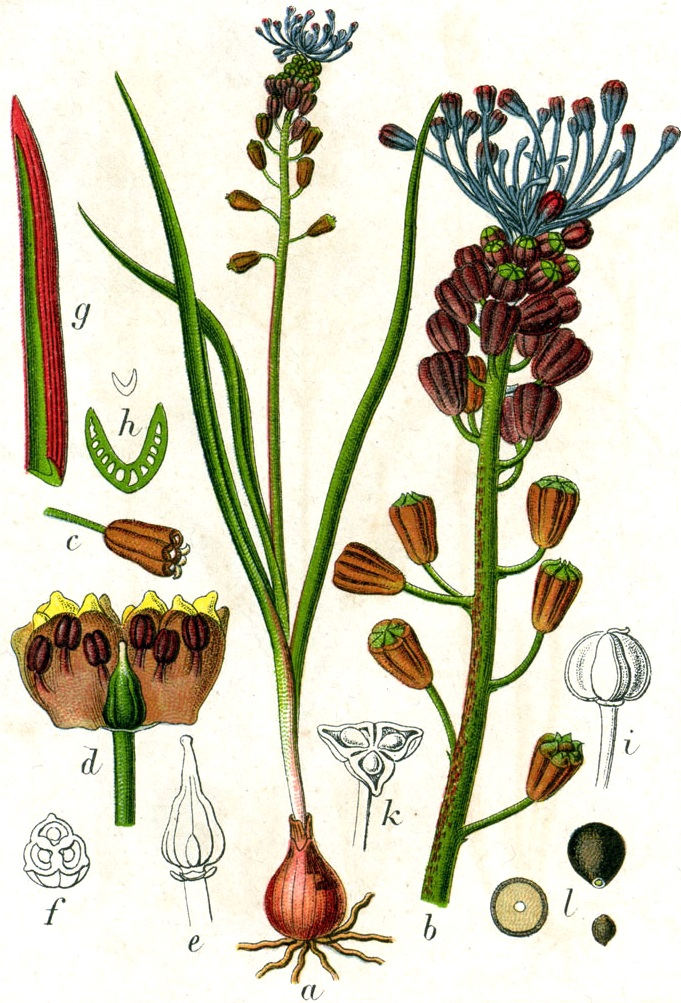
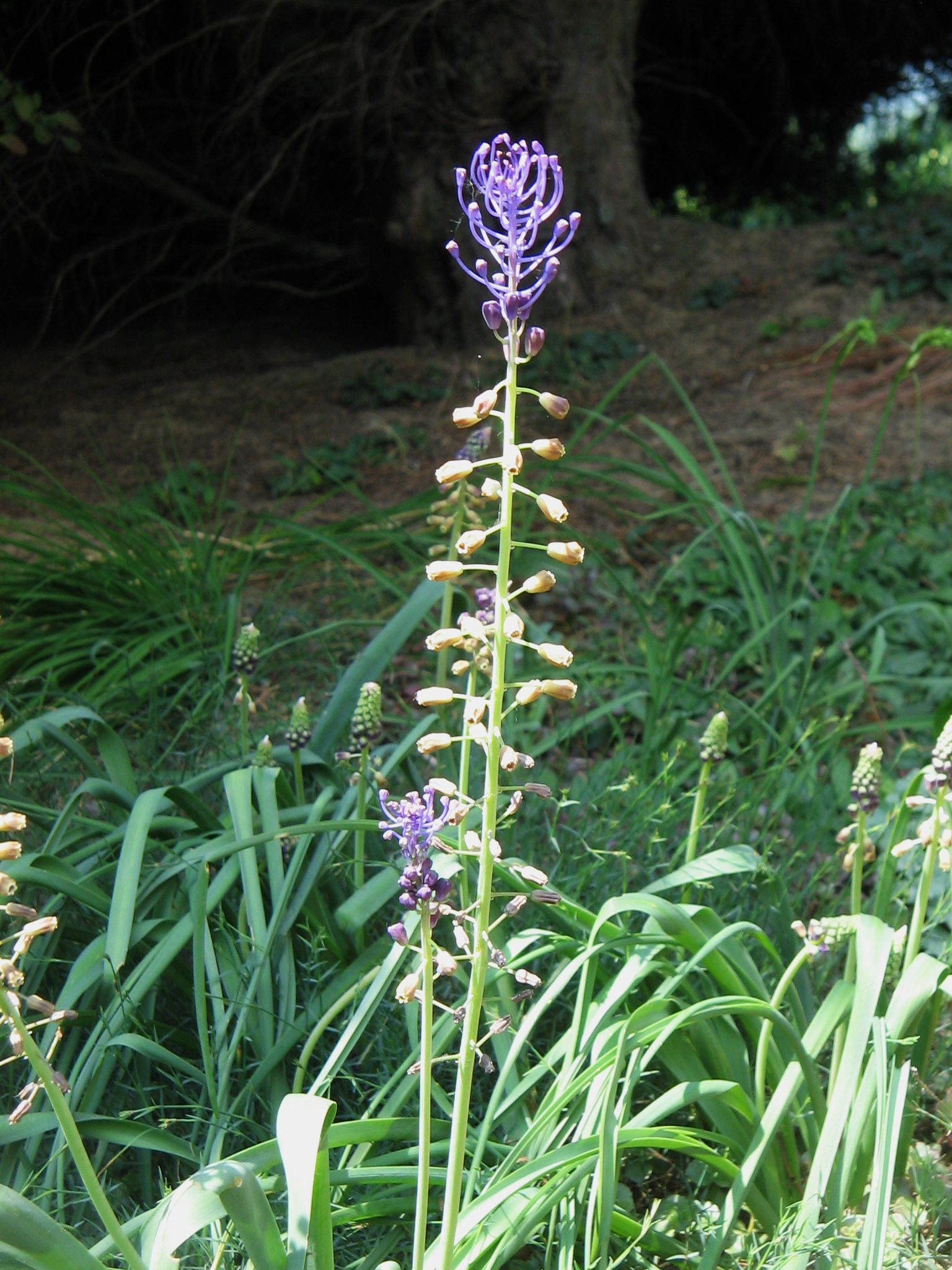
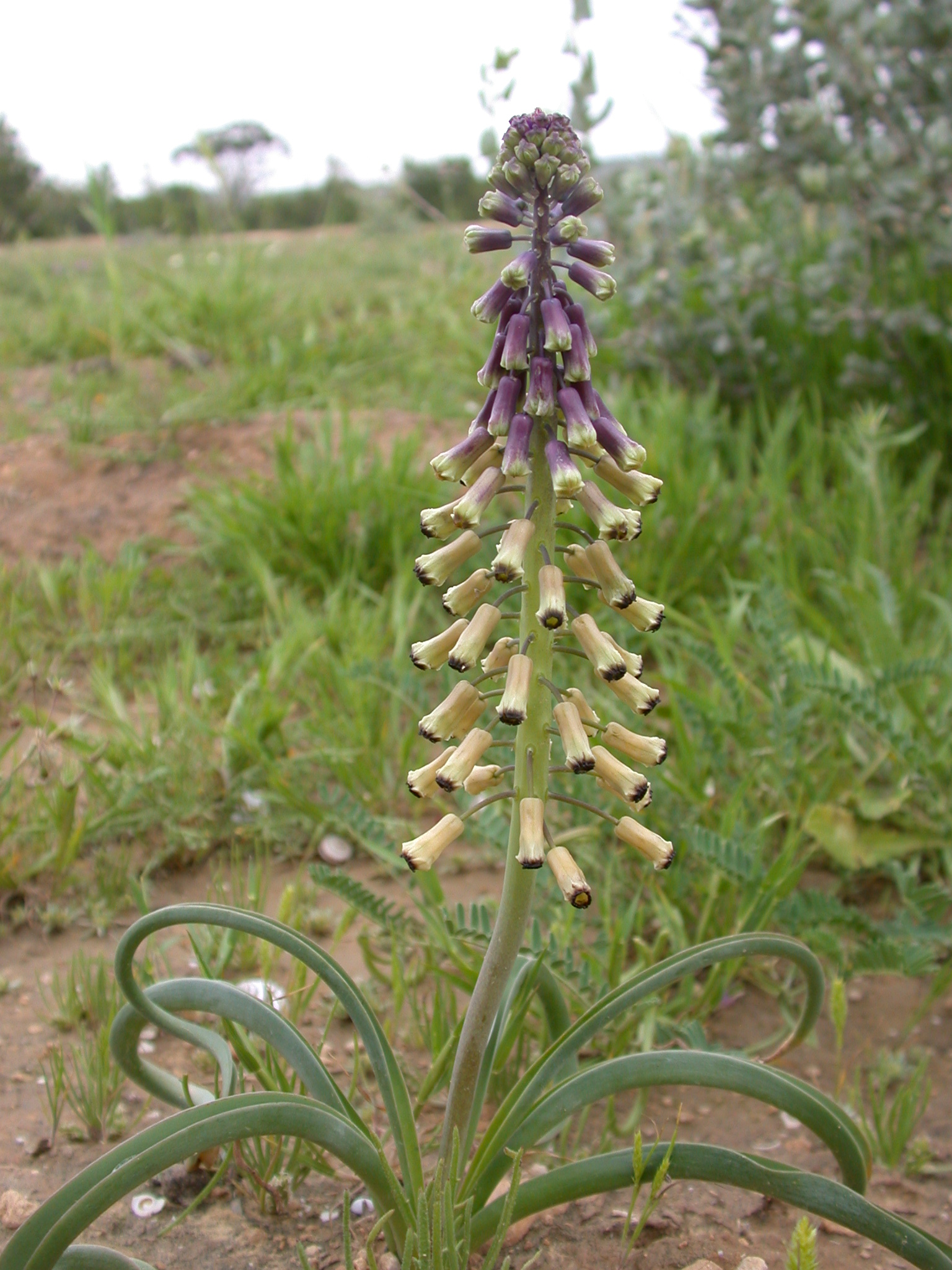